# Bucyrus (Ohio)
Bucyrus – miasto w Stanach Zjednoczonych, w stanie Ohio.
Liczba mieszkańców w 2000 roku wynosiła 13 225.